# Replinchener See

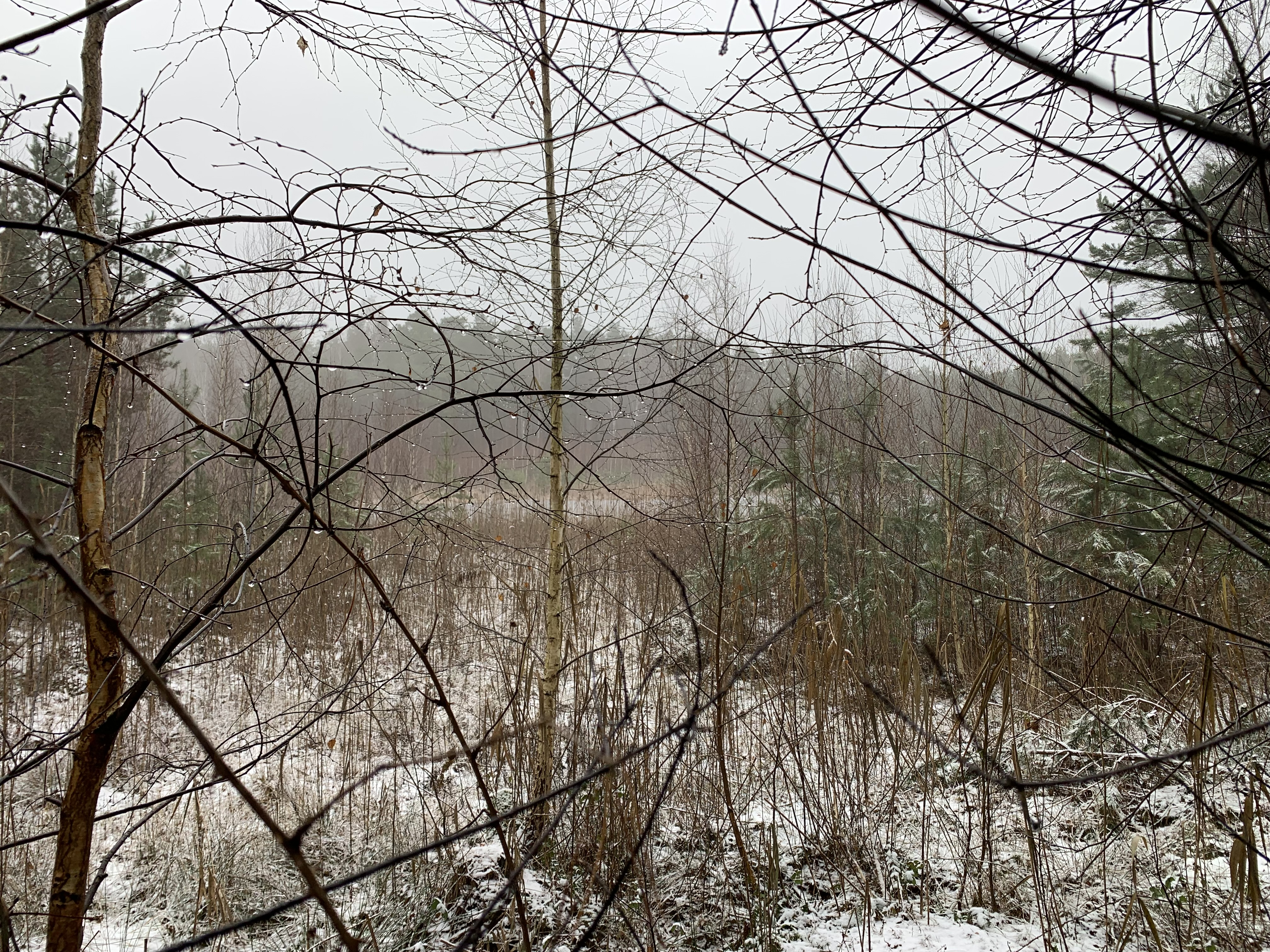
Replinchener See

Der Replinchener See ist ein Naturschutzgebiet auf der Gemarkung der Gemeinde Halbe im Landkreis Dahme-Spreewald in Brandenburg.

## Lage
Das 12,04 Hektar große Naturschutzgebiet liegt rund 3,5 km südwestlich des Gemeindezentrums und nur rund 500 m östlich der Bundesautobahn 13, die in diesem Bereich von Norden kommend in südlicher Richtung führt. Es ist vom Waldfriedhof Halbe aus über einen Weg erreichbar, der auch als „Todesschneise“ bezeichnet wird und im Zweiten Weltkrieg ein Fluchtweg aus dem Kessel von Halbe darstellte.

## Geschichte und Etymologie

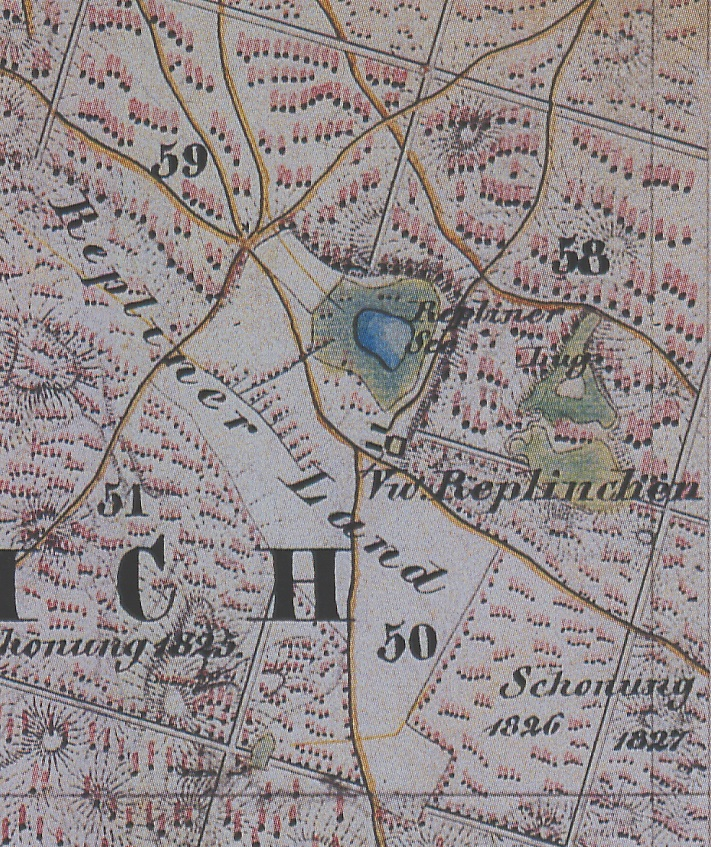
Replinchener See mit Vorwerk Replinchen, 1841

Der Name Replinchen stammt aus dem slawischen und bedeutet so viel wie Sumpf oder Wasserstelle. Ein gleichnamiges Vorwerk Replinchen gab es ab 1716 mit Meierei und Schäferei, wurde aber im 19. Jahrhundert aufgelassen und verschwand. In der Zeit der DDR nutzte ab 1954 das Kommando 3 des Wachregiments „Feliks Dzierzynski“ große Flächen in der Region. Das VEB Wohnungsbaukombinat Potsdam errichtete einen „Truppenübungsplatz Teupitz“ mit zahlreichen Schießplätzen und einer umgebenden Infrastruktur, zu der auch die Flächen um den Replinchener See zählten. Hierdurch war das Gebiet über viele Jahrzehnte für die Öffentlichkeit nicht zugänglich. Es wurde im Jahr 2002 unter Naturschutz gestellt.

## Beschreibung
Das Naturschutzgebiet entspricht in seinen Abgrenzungen dem gleichnamigen FFH-Gebiet und besteht im Wesentlichen aus einem Verlandungs-Kesselmoor mit angrenzenden Waldflächen. An die Seefläche des dystrophen Moorsees grenzen Torfmoos-Wollgras-Schwingrasen an. Auf Standorten, die sich bereits verfestigt haben, wachsen Kiefern und Birken; der Moorkessel ist von Kiefernforsten umgeben. Zu Beginn des 21. Jahrhunderts hat die Forstverwaltung Auflichtungen vorgenommen, die zu einer Verjüngung mit Laubmischwald führten. Der umschließende Waldgürtel soll dennoch erhalten bleiben, um als Schutz für die Moorvegetation zu dienen. Ein Managementplan des Landes Brandenburg hat drei Lebensraumtypen festgestellt, die in einem günstigen Erhaltungszustand verbleiben sollen.
Der See besaß im Jahr 2019 einen günstigen Erhaltungsgrad, so dass nur langfristige Entwicklungsmaßnahmen erforderlich sind. Im See ist nur ein geringer Fischbestand anzutreffen. Durch die geringe Maximaltiefe kommt es im Winterhalbjahr unter Eis regelmäßig zu Ausstickungen, die dazu führen können, dass der See fischfrei ist. Der Maßnahmenplan empfiehlt dennoch, vorsorglich auf jegliche fischereiliche Nutzung zu verzichten – auf Anfüttern und Angeln sollte verzichtet werden. Günstig wäre es jedoch, den Wasserstand des Sees zu verbessern und vermehrt Laubbäume anzupflanzen, um die dominierenden Kiefern zurückzudrängen. Als ebenso günstig wird der Erhaltungsgrad der nicht bewaldeten Moorbereiche bewertet. Allerdings kann es in trockenen Jahren zu einer Verbuschung kommen, die zurückgedrängt werden sollte. Die umliegenden Moorwälder werden als günstig eingestuft. Auch hier wird eine Stabilisierung des Wasserhaushaltes als notwendig angesehen.
Als schützenswert werden insbesondere die Weiße Seerose, der rundblättrige Sonnentau, der Fieberklee, der sprossende Bärlapp sowie Torfmoose und isländisches Moos angesehen. Im Gebiet wurden Bekassine, Zwergtaucher, der Moor- und Grasfrosch, die Erdkröte sowie die Kleine Königslibelle nachgewiesen. Ebenfalls gelang der Erstnachweis der Springwanze.